# Kate Davenport
Kate Davenport (New York, 7 giugno 1896 – Hollywood, 7 dicembre 1954) è stata un'attrice statunitense.

## Biografia
Nata in una famiglia di attori (suo padre era Harry Davenport, stella dei palcoscenici di Broadway e attrici erano anche le sue due sorelle, Ann e Dorothy), Kate Davenport girò alcuni film tra il 1915 e il 1921 quasi tutti diretti da suo padre.
Muore a Hollywood all'età di 58 anni nel 1954.

## Filmografia
- The Making Over of Geoffrey Manning, regia di Harry Davenport (1915)
- The Supreme Temptation, regia di Harry Davenport (1916)
- The Resurrection of Hollis, regia di Harry Davenport (1916)
- Sentimental Tommy, regia di John S. Robertson (1921)